# Paramerítes (Eubée)
Paramerítes, en grec moderne : Παραμερίτες, est un village du dème de Kými-Alivéri, sur l'île d'Eubée, en Grèce.
Selon le recensement de 2011, la population de Paramerítes compte 122 habitants. 